# Ferdynand Seeling von Saulenfels
Ferdynand Seeling von Saulenfels (niem. Ferdinand Seeling von Saulenfels; ur. 4 lutego 1800 w Wieliczce, zm. 23 maja 1888 w Podgórzu) – austriacki urzędnik i samorządowiec, burmistrz Podgórza w latach 1871–1875.

## Życiorys
Wywodził się z niemieckiej rodziny mieszczańskiej o tradycjach urzędniczych i rzemieślniczych. Jego ojciec Antoni Seeling von Saulenfels (1743–1822) pochodził z górniczego miasteczka Horní Blatná w Rudawach. Jako doświadczony urzędnik salinarny, w 1785 został skierowany do pracy w salinach wielickich, gdzie objął funkcję naczelnika administracji. Do Galicji przybył jako wdowiec z małoletnimi dziećmi z pierwszego małżeństwa. 28 października 1796 poślubił w Wieliczce 31-letnią Agnieszkę Juliannę Bojarską (1766–), córkę Jana i Katarzyny z Golańskich.
Ferdynand Seeeling von Saulenfels urodził się 4 lutego 1800 w Wieliczce jako trzecie z pięciorga dzieci z drugiego małżeństwa ojca. Jego starszym bratem był Rajmund (1798–1856), późniejszy radca górniczy w Wieliczce i Bochni. Pomimo polskiego pochodzenia matki, w domu Seelingów posługiwano się przede wszystkim językiem niemieckim i pielęgnowano kulturę niemiecką.
Kształcił się w Terezjańskiej Akademii Szlacheckiej w Wiedniu. Służbę urzędniczą rozpoczął 7 lutego 1822, otrzymując przydział do pracy w tarnowskim urzędzie cyrkularnym na stanowisku praktykanta konceptowego. W 1823 został przeniesiony na identyczne stanowisko w urzędzie bocheńskim, w którym pracował przez następne szesnaście lat. W latach 1831–1833 pełnił w Bochni funkcję trzeciego komisarza cyrkularnego.
W 1839 Seeling opuścił Bochnię i rozpoczął pracę jako drugi komisarz cyrkularny w Tarnopolu, a w 1843 awansował na stanowisko pierwszego komisarza cyrkularnego w Nowym Sączu. W 1848 został mianowany sekretarzem gubernialnym lwowskiego gubernium. Od lutego 1849 został przeniesiony do sekretariatu komisji gubernialnej w Krakowie. W 1855 zajął drugie w hierarchii stanowisko starszego radcy skarbowego w Dyrekcji Skarbu w Krakowie, podlegając bezpośrednio jej prezesowi Franzowi Mercandinowi. Na stanowisku tym osiągnął urzędniczą emeryturę. 
Po zakończeniu służby urzędniczej Seeling poświęcił się działalności społecznej i samorządowej. W 1867, podczas pierwszych autonomicznych wyborów samorządowych, uzyskał mandat radnego Podgórza. W wyborach w 1871 otrzymał reelekcję, a 8 lutego 1871 został wybrany przez radę miasta na urząd burmistrza. Podczas jego urzędowania rozpoczął się okres intensywnego rozwoju miasta, który trwał, aż do połączenia z Krakowem w 1915. 2 lipca 1874 został wybrany na drugą kadencję. W lutym 1875, z uwagi na wiek i stan zdrowia, złożył rezygnację z urzędu, zachowując miejsce w radzie miasta. W uznaniu zasług dla miasta i długoletniej pracy w magistracie 23 lutego 1875 otrzymał tytuł Honorowego Obywatela Miasta Podgórza. W 1880 ufundował stypendium w wysokości 28 zł i 35 ct, przeznaczone dla absolwenta szkoły głównej w Podgórzu na czas studiów. Opuścił radę miasta w 1884, otrzymując w podzięce parcelę pod grób rodzinny na Starym Cmentarzu Podgórskim. 
Ostatnie lata życia spędził pod opieką niezamężnej córki Karoliny. Zmarł 23 maja 1888 w Podgórzu. Został pochowany na Starym Cmentarzu Podgórskim.

## Życie prywatne
Swoją przyszłą żonę, Karolinę Baum von Appelshofen (1814–1876), mógł poznać jeszcze w dzieciństwie. Rodziny Baumów i Seelingów znały się od 1785, gdy Antoni Seeling von Saulenfels rozpoczął pracę w Wieliczce, gdzie urząd starosty sprawował dziadek Karoliny, Józef Baum von Appelshofen. Ojcowie przyszłych małżonków utrzymywali prywatne kontakty przez wiele lat, także po 1812, gdy Baumowie przenieśli się do Bochni. Od 1823, gdy Seeling rozpoczął pracę w bocheńskim urzędzie cyrkularnym, kontakty między rodzinami ponownie stały się żywsze, a ich uwieńczeniem stał się ślub Seelinga z Karoliną Baum von Appelshofen, który odbył się w 1831 w bocheńskim kościele św. Mikołaja. Para miała czworo dzieci:
- Ludwika (1832–1913), przemysłowca, administratora dóbr w Izdebniku;
- Mariannę (1833–1834);
- Karolinę (1837–1915);
- Helenę (1839–1928), żonę Fryderyka Zolla (starszego).